# Södermanlands runinskrifter 19
Upplands runinskrifter 19, med signum Sö 19, är en runsten i Lida, Hölö socken och Södertälje kommun i Södermanland.

## Ristningen
Inskriften är följande:

Translitterering av runraden:
tar lit : raisa : stain : þensa : eftiR : ketilhaufþa : faþur : sen : boanta : koþan ' kuþ : helbi : has : ant
Normalisering till runsvenska:
Tarr(?)/TaR(?)/Tarr(?) let ræisa stæin þennsa æftiR Kætilhaufða, faður senn, boanda goðan. Guð hialpi hans and.
Översättning till nusvenska:
Tår/Tarr/Tar lät resa denna sten efter Kättilhövde, sin fader, en god bonde. Gud hjälpe hans ande.

## Beskrivning
Runstenen, som är av grå granit, är cirka 2,15 meter hög, en meter bred och 45 cm tjock. Runornas höjd är 7-10 cm och ristningssidan är vänd mot sydost. Stenen lutar åt nordväst.

## Placering
Runstenen står i Lida hage, i ett gravfält från yngre järnåldern, rakt väster om gården. Stenen står troligen på sin ursprungliga plats.
I gravfältet, från ca 500 - 1100 e.Kr., finns 73 gravar. Sju av dem är stora gravhögar som är lätta att se. De övriga är ganska platta och kan vara svårare att hitta.
Här ligger en skeppssättning. Det är en ganska ovanlig gravform. Troligen ska den symbolisera ett skepp som transporterar den avlidne över havet in i dödsriket. Hälften av skeppet har försvunnit, ursprungligen var det ca 18 meter långt.
Runstenen ristades någon gång under 1000-talet e.Kr. Den var troligen målad i starka färger och var en respektingivande minnessten. Den talade om släktförhållanden på gården samtidigt som den berättade att man var kristen. Detta var viktigt att visa i en tid då många fortfarande trodde på asagudarna Oden, Tor och Frej.
Här finns också en källa. En källa på ett gravfält kan ha betraktats som helig. Kanske offrade man där för hälsa och god skörd.
Just här passerade en stig över gravfältet ned mot järnåldersgården. Man kan fortfarande ana stigen som en terrasskant bort mot skogen. Förmodligen anslöt den till den större Tjuvstigen, en landsväg som för tusen år sedan passerade mellan Lillsjön och Kyrksjön. Namnet kommer av fornsvenskan thiudh = 'folk'. Namnet kan tolkas som 'folkvägen'.

## Fler bilder

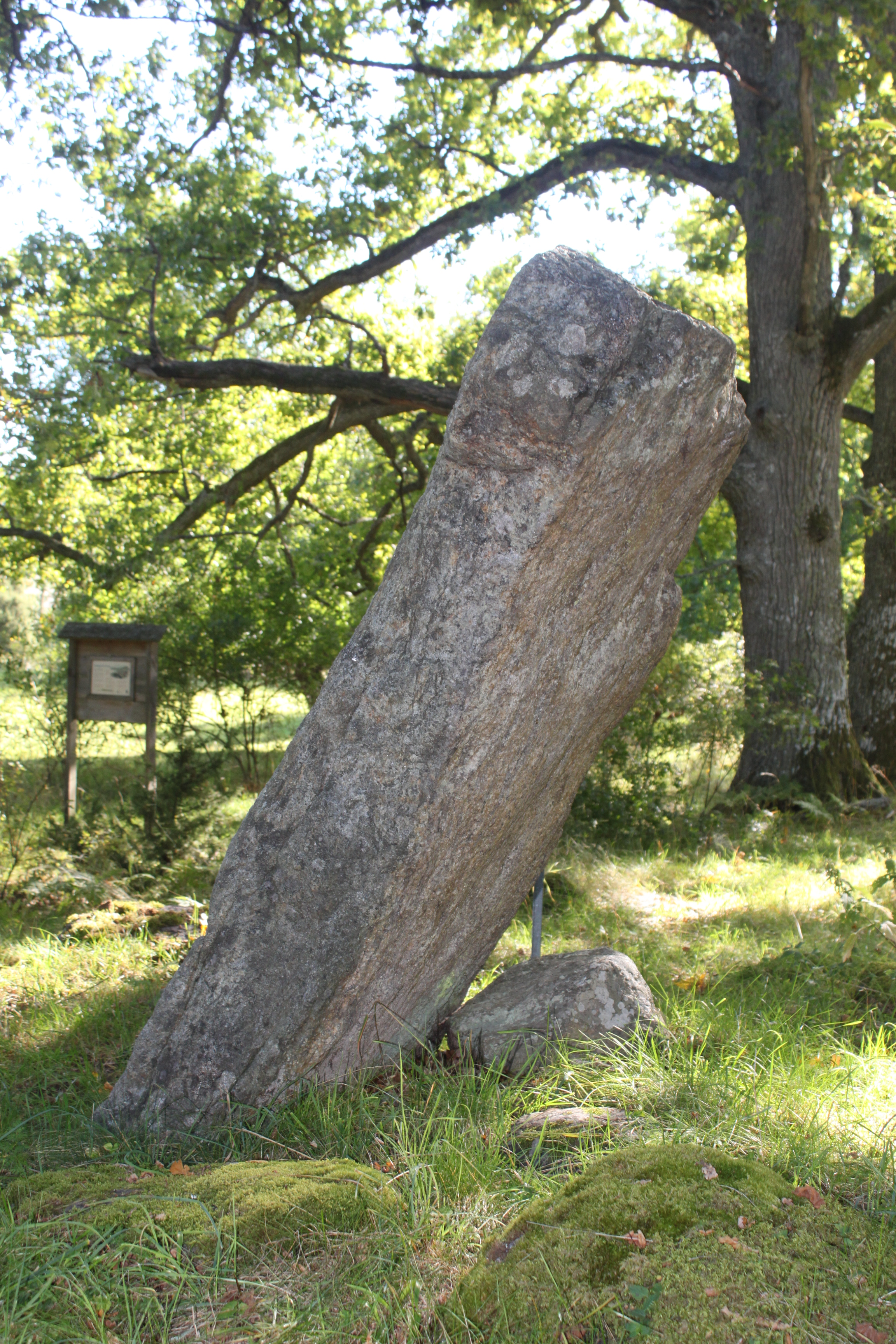
Ena sidan av Sö 19.
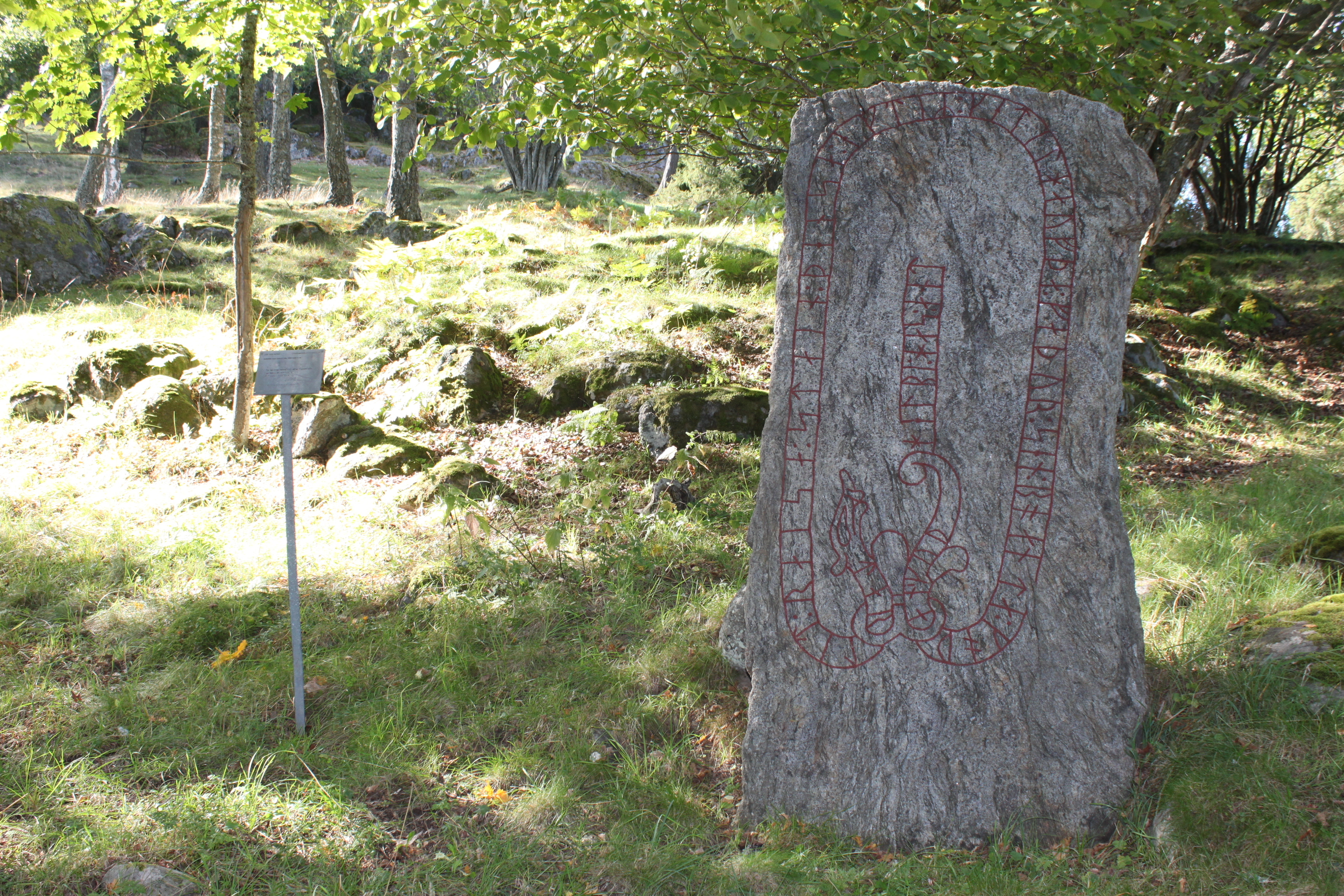
Sö 19 ihop med beskrivningen på plats.
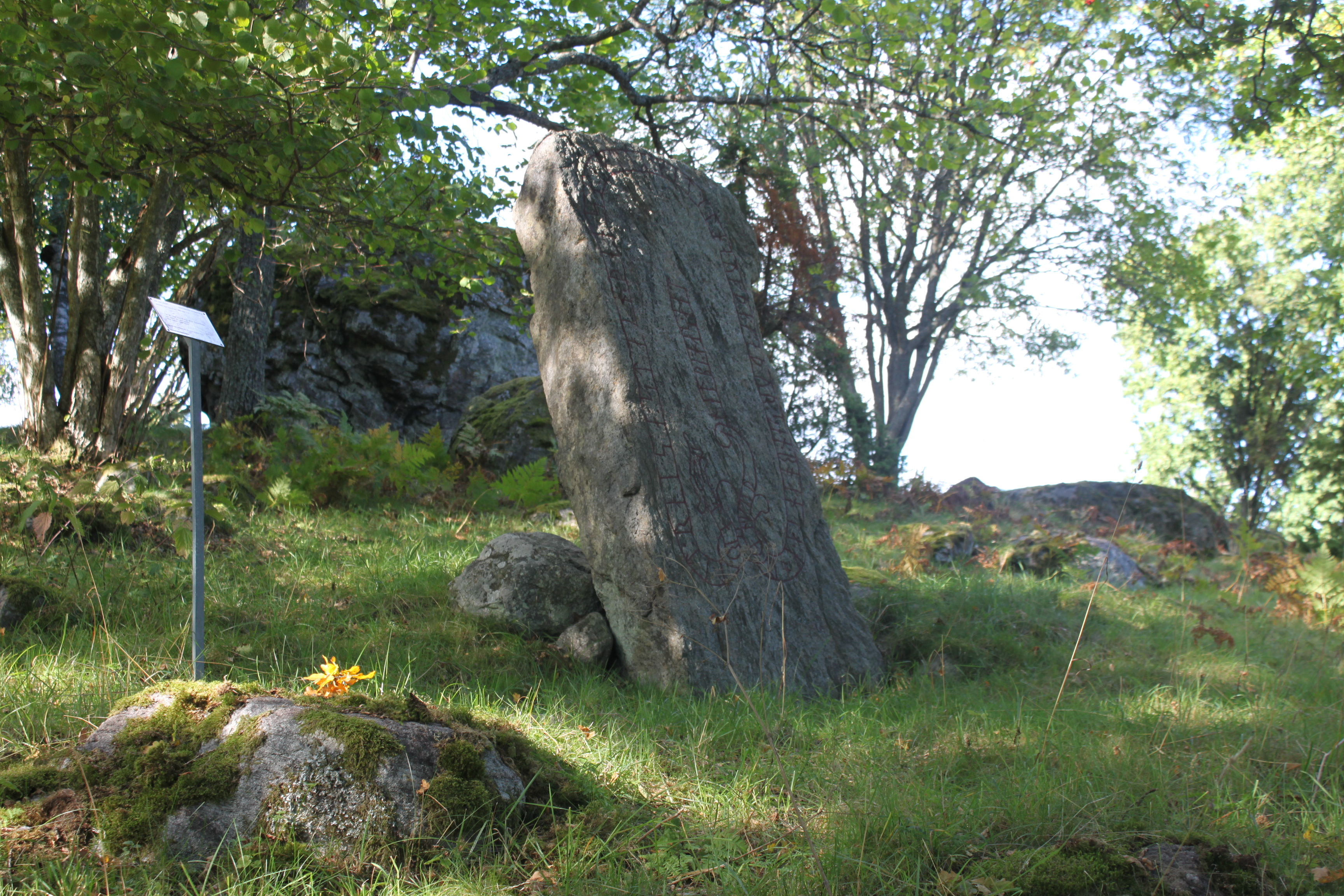
Sö 19 ihop med beskrivningen på plats.
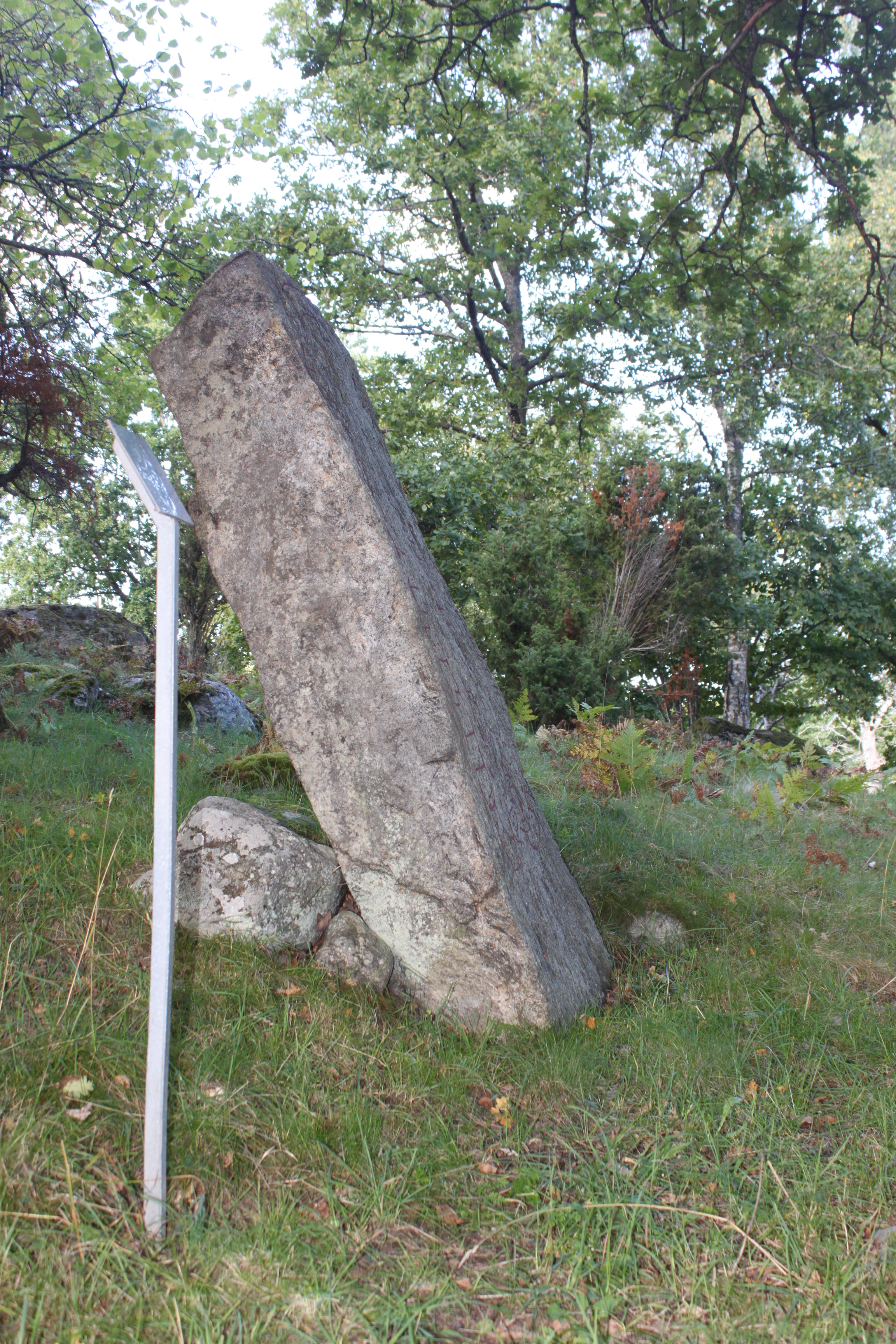
Andra sidan av Sö 19.
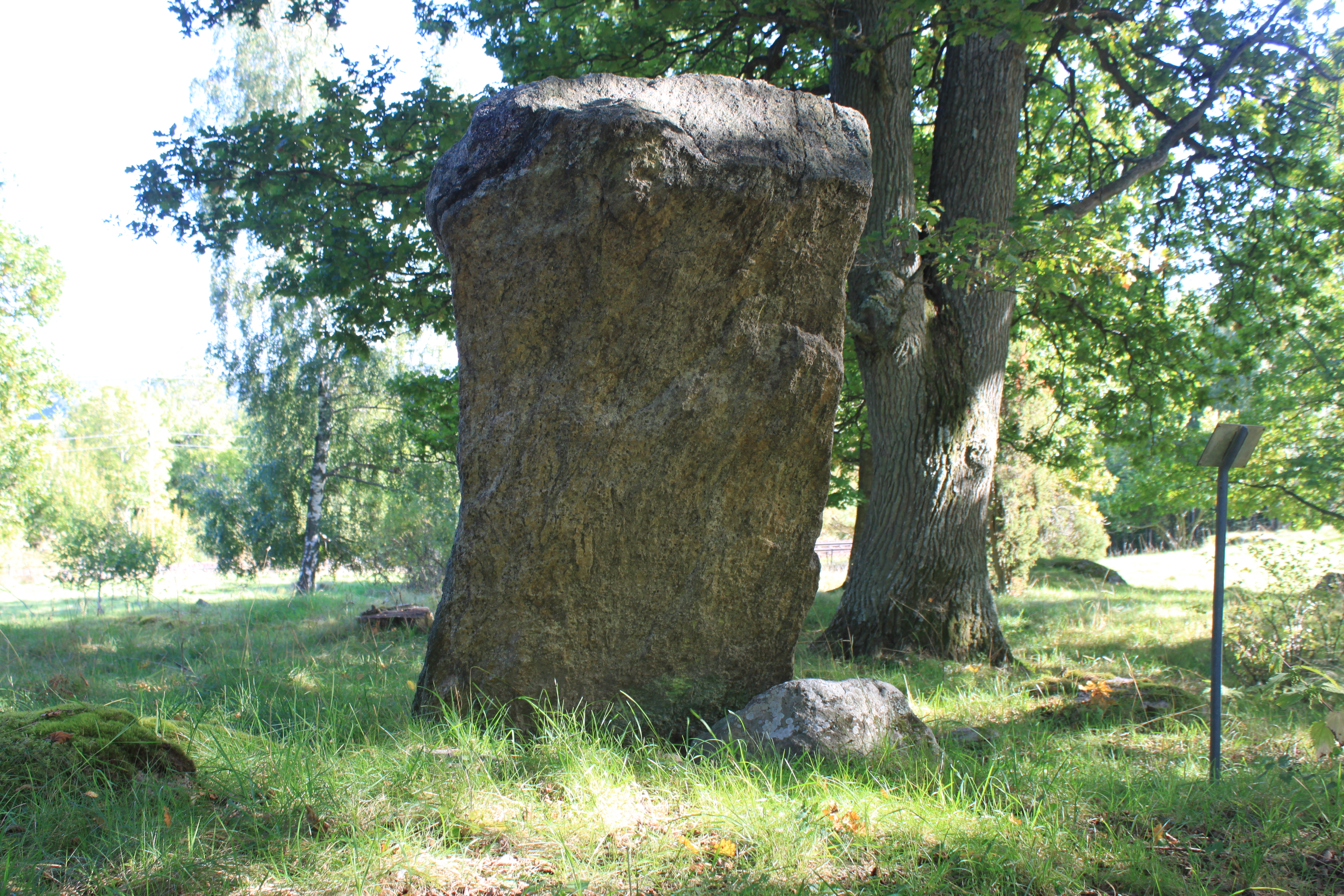
Baksidan av Sö 19.
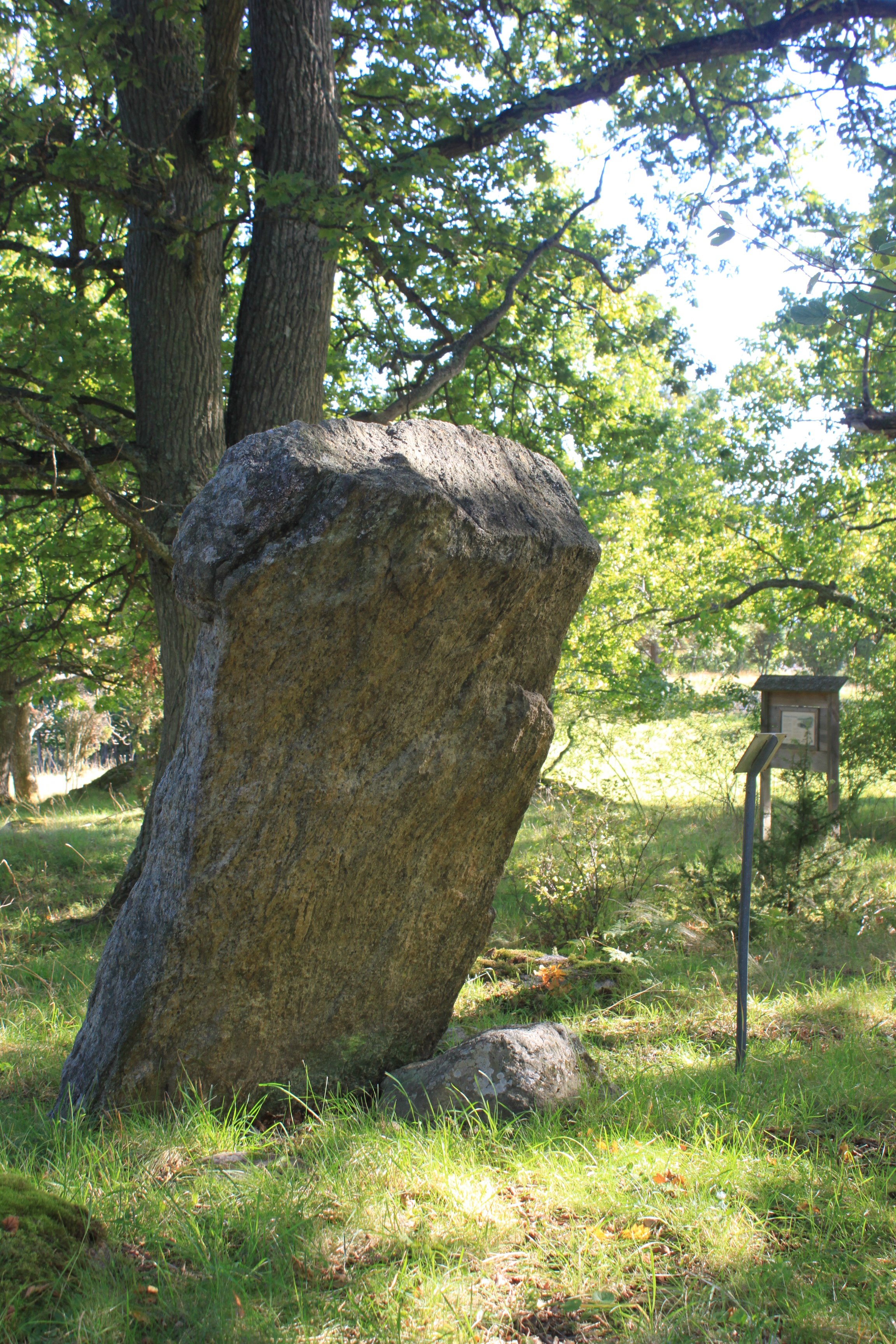
Baksidan av Sö 19.
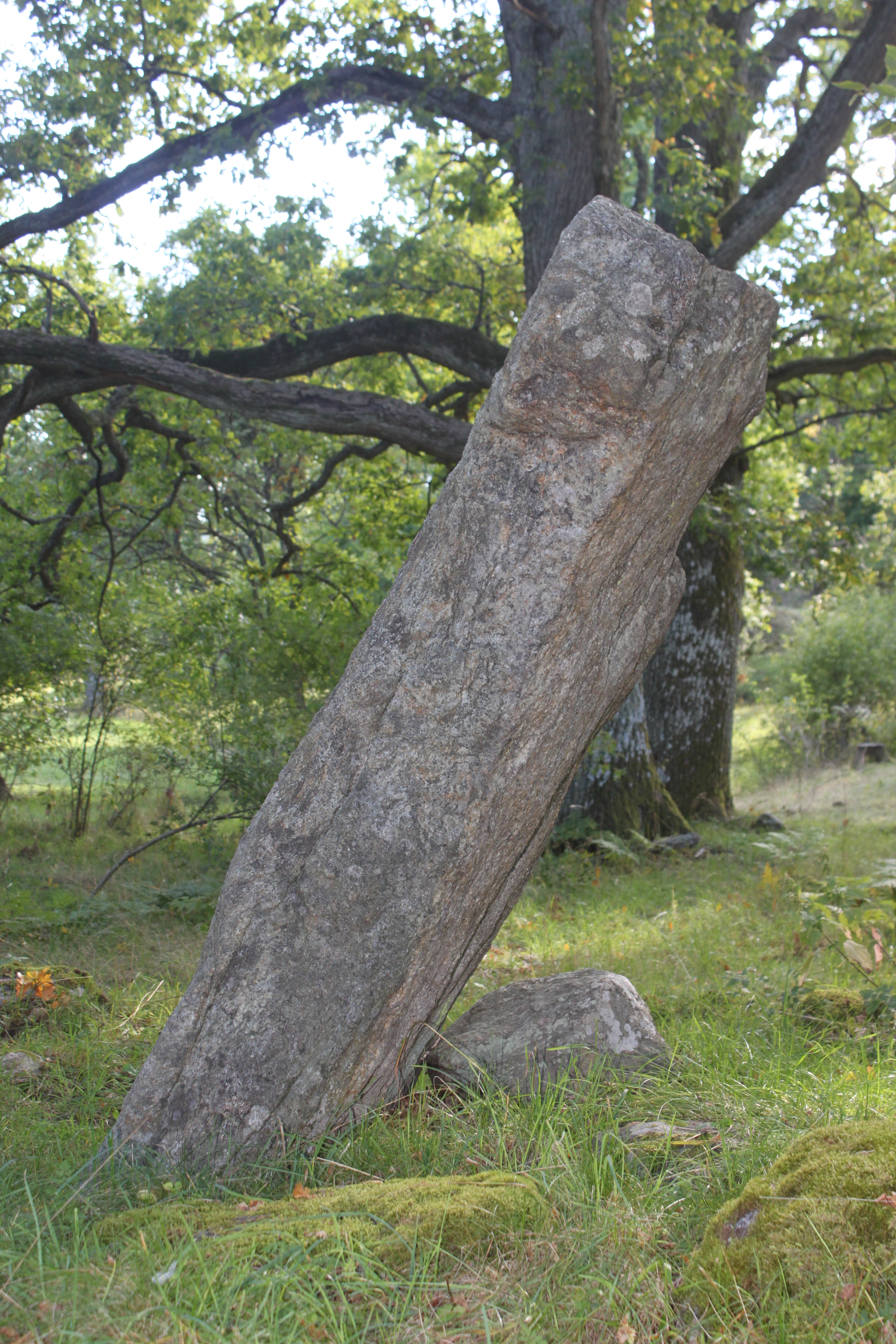
Ena sidan av Sö 19.